# Þjóðólfur
þjóðólfur var Islands äldsta tidning, som grundades av Sveinbjörn Hallgrímsson 1848 och upphörde 1912. Þjóðólfur var en nationell, frisinnad tidning, som ville stå på folkets sida i den politiska striden och hade ett betydande politiskt inflytande.

## Redaktörer
- 1848–1852 – Sveinbjörn Hallgrímsson
- 1852–1874 – Jón Guðmundsson
- 1874–1880 – Matthías Jochumsson[1]
- 1882–1890 – Jón Ólafsson[2]
- 1892–1909 – Hannes Þorsteinsson